# Apa (есмінець)
«Апа» (порт. Apa) — військовий корабель, ескадрений міноносець типу «Амазонас», що перебував на озброєнні військово-морського флоту Бразилії у 1940—1970-х роках.
«Апа» був закладений 28 грудня 1940 року на верфі компанії Arsenal de Marinha do Rio de Janeiro у Ріо-де-Жанейро. Будівництво здійснювалося за модифікованим британським проєктом есмінців типу «H» разом із використання американського обладнання та озброєння, насамперед артилерії головного калібру, для заміни шести застарілих есмінців типу «Журуа». 30 травня 1945 року він був спущений на воду, а 10 травня 1949 року увійшов до складу ВМС Бразилії.

## Історія служби
Попри офіційне прийняття на озброєння наприкінці 1951 року, приймальні випробування корабля продовжилися наступного року. 31 січня 1953 року корабель увійшов до складу 2-го дивізіону 1-ї ескадри есмінців. Тоді його номер корабля було змінено на D-13. У 1957—1958 роках есмінець пройшов модернізацію: одна 127-мм гармата і дві 20-мм гармати «Ерлікон» було демонтовано, замість них встановлено здвоєну гарматну установку калібру 40 мм (на базі Mark 1 Mod 6); четверні торпедні апарати також були замінені на два потрійні Mark 14 Mod 12. Радіоелектронне обладнання також було модернізовано, включаючи заміну двох РЛС кругового огляду на AN/SPS-4 і AN/SPS-6C з IFF, а також додавання РЛС управління вогнем артилерії Mk 28 для системи управління вогнем Mk 33 Mod 38 і двох приладів наведення Mk 51 для 40-мм гармат. У результаті цих змін водотоннажність корабля зросла до 1450 тонн (стандартна) і 2180 тонн (повна).
У 1963 році була проведена реорганізація структури ВМС Бразилії, в результаті якої «Апа» був включений до складу 22-го дивізіону 2-ї ескадри міноносців. 1964 року корабель було вилучено зі списку флоту та списано на брухт.